# Tadeusz Danowski
Tadeusz Danowski (ur. 6 września 1914 w Wallington, zm. 12 września 1987 w Pittsburgh) – amerykański lekarz polskiego pochodzenia; kierownik Działu Chorób Wewnętrznych w Magee-Womens Hospital w Pittsburghu, członek PAN; autor prac dotyczących m.in. gospodarki wodnej i elektrolitowej, endokrynologii, cukrzycy, zaburzeń metabolizmu, chorób mięśni, nefrologii.